# Bhander
Bhander (también Bhandair) es una localidad de la India en el distrito de Datia, estado de Madhya Pradesh.

## Geografía
Se encuentra a una altitud de 184 m s. n. m. a 408 km de la capital estatal, Bhopal, en la zona horaria UTC +5:30.

## Demografía
Según estimación 2010 contaba con una población de 24 772 habitantes.